# Лула (Нуоро)
Лула (итал. Lula) је насеље у Италији у округу Нуоро, региону Сардинија.
Према процени из 2011. у насељу је живело 1479 становника. Насеље се налази на надморској висини од 517 м.

## Становништво
Према резултатима пописа становништва 2011. у општини је живело 1.495 становника.
| 1951. | 1961. | 1971. | 1981. | 1991. | 2001. | 2011. |
| ----- | ----- | ----- | ----- | ----- | ----- | ----- |
| 2.214 | 2.397 | 2.112 | 1.952 | 1.791 | 1.657 | 1.495 |